# رتن
رتن (به انگلیسی: Retene) با فرمول شیمیایی C۱۸H۱۸ یک ترکیب شیمیایی با شناسه پاب‌کم ۱۰۲۲۲ است. که جرم مولی آن ۲۳۴٫۳۳۵۵۲ g/mol می‌باشد. رافینوز ترکیبی از یک ساکارز و یک واحد گالاکتوز است ، بنابراین یک تری ساکارید است . 